# La Mata de Curueño
La Mata de Curueño es una localidad de España perteneciente al municipio de Santa Colomba de Curueño, provincia de León, en la comunidad autónoma de Castilla y León. Está situado en el extremo sur de la Mancomunidad del Curueño en un estrecho valle de pastizales y parte sedimentaria formado por el tramo final del río Curueño a nueve kilómetros de su unión con el río Porma. Al pueblo se accede por la carretera LE-321.

## Símbolos

### Escudo
Es desde 1983 el testimonio físico que representa a nuestro pueblo, como solar donde se arraigaron tantas familias.

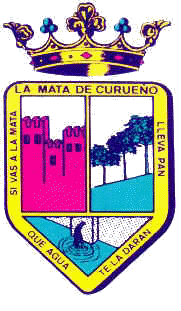
Escudo de La Mata de Curueño.

Está surmontado por corona de marqués, que pretende testimoniar el "señorío feudal" del lugar. Dispone de tres campos heráldicos relativos a mudos testigos de historia y de lugar, e incluye una leyenda que recuerda cien fuentes y arroyos. En los dos campos superiores del escudo, a la izquierda, la memoria del castillo almenado con tres torres y, a la derecha, la fila de tres árboles que recuerda el "matón", origen del topónimo de La Mata. En punta la fuente del Mayoralgo, recientemente desaparecida. Y en la bordura, en la parte superior, el nombre del pueblo: LA MATA DE CURUEÑO  y, a los lados, la leyenda SI VAS A LA MATA LLEVA PAN QUE AGUA TE LA DARÁN.

### Bandera
También La Mata de Curueño posee el distintivo peculiar de su propia entidad como es la bandera, insignia con su carácter mágico y propiciatorio del apoyo sobrenatural.
De forma rectangular, con los colores de la tela del pendón: la parte izquierda, en verde, con la representación en ocre del castillo, cuya leyenda permanece y a la derecha, sobre fondo fucsia, tres árboles que rememoran el lugar tupido de árboles que dio origen al nombre del pueblo.

### Pendón
Está formado por franjas verticales de colores fucsia y verde; el fucsia porque es el color típico de León y el verde porque la campiña está verde y detrás de él miles de antepasados han proclamado su fe y su pertenencia a La Mata de Curueño.

## Geografía
Durante el Cuaternario, el río ha modelado, mediante la divagación lateral de su cauce, este valle fluvial, plano, entre las laderas laterales que lo separan del Torío y del Porma. Estamos, por lo tanto, en un paisaje típicamente de ribera.
| Noroeste: monte            | Norte: Pardesivil             | Noreste: Río Curueño |
| Oeste: Valle Las Colineras |                               | Este: Río Curueño    |
| Suroeste monte             | Sur: Santa Colomba de Curueño | Sureste: Río Curueño |

### Clima
La altitud de La Mata de Curueño, en torno a los 900 metros  y  las estribaciones de la Cordillera Cantábrica ofrecen un clima extremo de inviernos muy fríos y secos y veranos calurosos, con un largo periodo de heladas. Por tanto, el clima  se caracteriza por registrar un riguroso y dilatado periodo invernal, con temperaturas mínimas que alcanzan los -15 °C, así como heladas tempranas y tardías. Los veranos son cortos e irregulares, en los que se entremezclan los periodos tórridos y áridos con otros fríos. Por eso, los partes meteorológicos sitúan con bastante frecuencia  las temperaturas mínimas invernales en la provincia. El verano es caluroso durante el día pero fresco por la noche. La primavera y el otoño suelen ser estaciones agradables pero también imprevisibles. Algunos años el invierno deriva directamente en el verano o el verano termina en un frío casi invernal.
Las temperaturas oscilan en el rango de 5 °C la media de mínimas y de 18 °C la media de máximas, siendo las extremas de -20 °C y de 40 °C respectivamente.   El clima es típico de montaña, con unas precipitaciones, generalmente por encima de 1000 mm. anuales y temperaturas medias anuales de la comarca por debajo de 10 grados. 

### Vegetación
La vegetación del entorno es aún amplia y exuberante, a pesar de las agresiones del hombre y de los siglos. Coloniza hasta el 47 % del territorio, aunque es raro encontrar verdaderos bosques, que en amplios espacios se encuentran en forma arbustiva o semi-arbustiva. Las especies forestales de este dominio son las típicas de ribera: Chopos, álamos, negrillos, roble melojos, encinas, fresnos, alisos, sauces o paleras y mimbreras, endrinos, y últimamente los pinos de repoblación, éstas coníferas son de diversos tipos (pinaster, laricio y silvestris) y se introdujeron a partir de 1944. En los sotos aparecen diversas clases de zarzas y espinos, zarzamora, espino blanco, juncos espadañas y carrizos, a nivel más bajo una insidiosa invasión floral recorre los caminos y festonea los sotos que dan al río.

## Historia
Encontramos por primera vez el nombre de La Mata de Curueño en el año 1.051; en el Becerro de las Presentaciones del siglo XIII ya se menciona la iglesia y los tributos que se pagan; de 1.465 es el nombramiento del primer párroco conocido; de 1.587 es un apeo de las heredades de la Dignidad episcopal, donde aparecen nombres de fincas que han llegado a nuestros días; en 1.591 había 37 vecinos en La Mata; y en los siglos XVII, XVIII y XIX seguimos el devenir de nuestros antepasados, que mediante un intenso trabajo sacaban lo indispensable para alimentarse, vestirse y disponer de unos pequeños recursos a la hora de su muerte, para destinarlos, en parte, a sufragios por su alma.
Síntesis de los períodos más importantes del municipio:

### Noticias fundacionales de los pueblos (siglos X–XI)
Según investigaciones de Sánchez Badiola los pueblos del “Valle del Curueño” entran en la historia a medida que su nombre aparece por primera vez en los documentos escritos. Seguramente su fundación es anterior, pero nada nos autoriza a afirmarlo. Siguiendo a este autor, las menciones documentales comienzan con Ambasaguas (“Inter ambas aquas”, año 959) y finalizan con Santa Colomba, en el año 1159. Las citas figuran en las Colecciones Diplomáticas de Sahagún, Otero de las Dueñas y la Catedral de León. A través de estas fechas “fundacionales”, vemos cómo el tablero de los pueblos se completa a lo largo del siglo XI.

### Templarios y Caballeros de Alcántara(Siglos XII–XII)
En esta etapa, aún turbulenta, se establecieron aquí estas Órdenes religiosas, con el objetivo de defender a los peregrinos que confluían hacia el norte, por la antigua Calzada romana, o se dirigían a San Salvador de Oviedo. Su emplazamiento se basó en una serie de edificaciones defensivas, quizás ocupando antiguos castros, en las lomas de la izquierda del río: Los que probablemente existieron en las inmediaciones de Barrio y Barrillos (vocablos de raíz árabe que indican aledaños de una fortificación o castillo), y los documentados de ´San Salvador´ (sobre Santa Colomba)y “Castillo de La Mata de Curueño” de los que existen aún
restos.

### La etapa jurisdiccional (siglos XIV a XIX)
Una amplia historiografía avala que todos los pueblos del municipio de Santa Colomba, más otros pertenecientes ahora a La Vecilla, formaron desde la etapa medieval el llamado “Concejo del Curueño” o “Valle del Curueño”. Era un territorio de señorío civil, dependiente de la familia de los Guzmanes, a través de la Excelentísima Casa y estado de Toral, dueña, entre otras posesiones, del castillo de Aviados y la casa solariega de Vegas del Condado. A pesar del castigo real de Carlos I a los Guzmanes, por su apoyo a los comuneros, esta familia continuó ejerciendo su señorío durante tres siglos más, cobrando los impuestos de “Foros de monte” y “foros de vegas”. Los pueblos le rindieron vasallaje hasta la anulación de los derechos de señorío por Isabel II, en el año 1837. El último propietario, que era el Duque de Uceda, vendió sus propiedades en la zona a mediados del siglo XIX. La hipótesis de que pudiera tratarse de la “Real Encartación del Curueño” es insostenible. Además de los sucesivos Catastros, los Empadronamientos distintivos de Estados y otras menciones documentales, se conservan en el “Arca de las Tres llaves” de Valdepiélago los legajos de “La Real Encartación del Curueño”, que estuvo formada por diez pueblos, aguas arriba de La Vecilla. De forma que las divisiones jurisdiccionales del río Curueño hasta el Nuevo Orden Constitucional están perfectamente delimitadas, y son las siguientes:
- La Hermandad de Los Argüellos

Territorio de realengo, en todas sus etapas históricas. El actual municipio de Valdelugueros fue su primera Tercia. Hay que excluir a Valdeteja y La Braña, que fueron “señores de sí mismos”, y a Valverde de Curueño, que perteneció a La Real Encartación.
- La Real Encartación del Curueño

Perteneció al obispado de León, hasta el reinado de Felipe II, en cuyo momento compró su propia jurisdicción, se emancipó del Obispado y pasó a depender del rey. Su centro defensivo fue el castillo de Montuerto, y sus integrantes fueron: Valdepiélago, Ranedo, Otero, La Vecilla, La Mata de la Bérbula, Correcillas, Valdorria, Valverde de Curueño, Montuerto y Nocedo.
- El Concejo del Curueño o Valle del Río Curueño

Perteneció desde época inmemorial a la familia de los Guzmanes. Estuvo formado por los pueblos de La Cándana, Sopeña de Curueño y los ocho pueblos del actual municipio de Santa Colomba. Su centro defensivo fue el Castillo de San Salvador.
Las casas solariegas y escudos heráldicos de varios pueblos del municipio pertenecieron a administradores o segundones de la familia de los Guzmanes, posteriormente unida por matrimonios a la de los Quiñones. Con el tiempo, apellidos como Robles o Lorenzana dieron origen a una nobleza rural de segunda línea, muy importante para el desarrollo del territorio. Viniendo a épocas más cercanas, hay que resaltar la perfecta organización comunal de los pueblos del Curueño, gobernados por sus Ordenanzas. Una feliz circunstancia nos permite conocer en su integridad las "Ordenanzas de Pardesivil", del año 1723. Fueron dadas a conocer por Gregorio Boixo, en el año 2001, y constan de 77 capítulos, que reglamentan todos los aspectos de la vida comunal. Esta joya histórica no es un caso único. Todos los pueblos tuvieron sus Ordenanzas, verdadero código de funcionamiento civil. Podríamos llamarlo el segundo poder, después del Estado, mucho más cercano y decisivo que aquel. El tercer poder correspondió a la Iglesia. Su influencia en la vida de los pueblos en siglos pasados fue inmensa, mediante la tutela religiosa de parroquias, ermitas, cofradías y una maraña de relaciones donde lo espiritual se mezclaba con lo material. Hay que reseñar la importancia del estudio del sacerdote D. Laurentino César López (+ en el 2010), sobre los pueblos del sur del municipio “Porma-Curueño: Los pueblos de la confluencia a través de los archivos parroquiales”. Las interrelaciones de la vida espiritual con la secular, sus influencias recíprocas, las aportaciones de parroquias y ermitas a la fundación de los pueblos y su legado en la arquitectura religiosa, la imaginería y el arte… son temas de enorme interés histórico, que Laurentino aborda en la citada obra. Esta incursión en el pasado merecería una más amplia exposición. Su objetivo no es un apunte de nostalgia, sino una simple constatación histórica, de afirmación en los orígenes.

## Localidad
La Mata de Curueño es un pequeño pueblo, con categoría de lugar, situado entre la carretera LE-321 y el río Curueño. Respecto al resto de pueblos de la comarca, tiene la singularidad de no ser cruzado por la carretera general, sino que esta sirve como límite oeste de la localidad, y encontrándose el pueblo al margen del tráfico. Al centro de La Mata de Curueño se accede por la calle Real, en el cruce con la carretera LE-321 a la altura del restaurante Las Colineras.

### Callejero
Algunos de los nombres de las calles y plazas son:
Plaza Felipe Fernández, Calle Cantaranas, Plaza el Campillín, Calle Real, Calle Moral, Calle Iglesia, Plaza Las Nogales, camino de La Rodera, camino del Río...

## Ocio y deporte
Sin duda, uno de los mayores atractivos del pueblo es la playa fluvial, que se instala en los meses de verano. Conocida como pozo de los asturianos, debido a que son de esta región la mayoría de componentes que montan cada año la presa que hace posible esta playa. Cuenta con una explanada hormigonada de acceso al río y con una pequeña zona verde, con mesa de merendero.

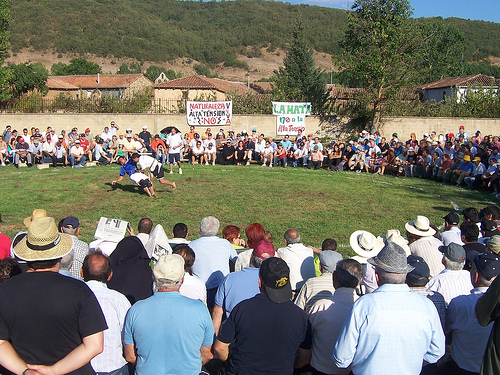
lucha leonesa en la mata

### Teleclub
A modo de centro social, el Teleclub sirve como eje dinamizador del pueblo, punto de reunión para los matenses, donde las partidas de cartas y conversaciones se dan entre estanterías con libros para la lectura. Todo ello en un lugar con Zona WIFI.

### Parques
La Mata cuenta con varios parques o zonas de ocio infantil, con columpios de distintos formatos.
En la plaza Felipe Fernández existe una especie de pista de baloncesto, con dos canastas.
En el parque de Las Eras dos porterías conforman una pista de futbol.
En la calle Real, al lado del Teleclub, existe una bolera, lugar muy concurrido por los matenses.

## Fiestas y patrón
En las sociedades de economía agraria, como es el caso de este pueblo, las fiestas religiosas influyeron decisivamente en ellas. Así sucede con la fiesta de San Martín, debido a que del 29 de septiembre, San Miguel, al 11 de noviembre, San Martín, se cumplía el plazo en que se llevaba a cabo la entrega más importante que de lo recolectado había que entregar al Señor: el diezmo.
San Martín de Tours, patrono de La Mata, murió en el año 397 y ya fue venerado en España durante la época visigoda, aunque a partir del siglo XI, con la llegada de numerosos colonos francos a España en calidad de mercaderes, monjes o peregrinos jacobeos hacia Santiago de Compostela, se consolida la devoción por el santo. 
En la diócesis de León hay más de 35 iglesias que lo tienen por patrono, como la iglesia y barrio de San Martín, en León. El gesto del caballero Martín cortando su capa para entregarle la mitad a un mendigo ha dado la vuelta al mundo.